# Раянова, Ляйсан Римовна
Ляйса́н Ри́мовна Рая́нова (1 февраля 1989, Уфа, СССР) — российская горнолыжница, участница Олимпийских игр.

## Карьера
На зимних Олимпийских играх 2010 года Ляйсан соревновалась в трёх дисциплинах: супергиганте, гигантском слаломе и слаломе. Также Ляйсан должна была принять участие в скоростном спуске, но впоследствии решено было не заявлять её из-за недостатка опыта выступлений на таких сложных трассах и малого количества тренировок. В супергиганте Раянова не смогла финишировать, в гигантском слаломе она стала 37-й, а в слаломе 33-й.
Несколько раз выигравала чемпионат России как среди юниоров, так и среди взрослых.